# Шклинь
Шклинь (укр. Шклинь) — село в Городищенской сельской общине Луцкого района Волынской области Украины.
До 2020 года входило в Гороховский район.
Код КОАТУУ — 0720889201. Население по переписи 2025 года составляет 843 человека. Почтовый индекс — 45712. Телефонный код — 3379. Занимает площадь 14,23 км².

## Известные уроженцы
- Хакен, Эдуард (1910—1996) — чешский оперный певец. Лауреат Государственной премии. Народный артист Чехословакии.